# Droga wojewódzka nr 488
Droga wojewódzka nr 488 (DW488) – droga wojewódzka łącząca drogę krajową DK91 w Emilii z węzłem drogowym Rzgów na skrzyżowaniu z Drogą ekspresową S8. Droga poprowadzona starym śladem DK91.
Numerem tym do końca 2022 roku była oznaczona droga łącząca drogę krajową DK74 w Dąbrowie przez Wieluń z drogą krajową DK74 w Jodłowcu.

## Historia numeracji
Na przestrzeni lat trasa posiadała różne oznaczenia i klasyfikacje:

| Numer | Numer | Kategoria                             | Przebieg                       | Lata obowiązywania                                            | Źródło | Uwagi |
| ----- | ----- | ------------------------------------- | ------------------------------ | ------------------------------------------------------------- | --- | --- |
| 16/1  | 16/1  | droga państwowa                       | Emilia – Zgierz – Łódź         | lata 30. XX w. – 1952                                         | Zygmunt Jaworski, Mapa samochodowa Polski (stan dróg) rok 1939/1940, Tadeusz Musiał, 1939. Brak numerów stron w książce | odgałęzienie drogi państwowej nr 16 |
| 14/1  | 14/1  | droga państwowa                       | Łódź – Rzgów                   | lata 30. XX w. – 1952                                         | Zygmunt Jaworski, Mapa samochodowa Polski (stan dróg) rok 1939/1940, Tadeusz Musiał, 1939. Brak numerów stron w książce | odgałęzienie drogi państwowej nr 14 |
| 36    | E16   | droga państwowa, droga międzynarodowa | Emilia - Zgierz - Łódź - Rzgów | - krajowy: 1952(?) – 14 II 1986 - międzynarodowy: 1962 – 1985 | - Mapa samochodowa Polski 1:1 000 , Warszawa: Państwowe Przedsiębiorstwo Wydawnictw Kartograficznych, 1962. Brak numerów stron w książce - Atlas samochodowy Polski 1:500 000. Wyd. IV. Warszawa: Państwowe Przedsiębiorstwo Wydawnictw Kartograficznych, 1965. Brak numerów stron w książce - Mapa samochodowa Polski 1:1 000 , wyd. jedenaste, Warszawa: Państwowe Przedsiębiorstwo Wydawnictw Kartograficznych, 1972. Brak numerów stron w książce - Samochodowy atlas Polski 1:500 000. Wyd. V. Warszawa: Państwowe Przedsiębiorstwo Wydawnictw Kartograficznych, 1979. ISBN 83-7000-017-7. Brak numerów stron w książce - Samochodowy atlas Polski 1:500 000. Wyd. IX. Warszawa: Państwowe Przedsiębiorstwo Wydawnictw Kartograficznych, 1985. Brak numerów stron w książce | numeracja krajowa nieużywana prawdopodobnie od lat 70. XX w. |
| 1     | E75   | droga krajowa, droga międzynarodowa   | Emilia - Zgierz - Łódź         | • krajowy: 14 II 1986 – 2012 • europejski: 1985 – 2012        | - Uchwała nr 192 Rady Ministrów z dnia 2 grudnia 1985 r. w sprawie zaliczenia dróg do kategorii dróg krajowych (M.P. z 1986 r. nr 3, poz. 16) - Samochodowa mapa Polski 1:750 000, wyd. czwarte, Warszawa: Państwowe Przedsiębiorstwo Wydawnictw Kartograficznych, 1987. Brak numerów stron w książce - Polska: Atlas samochodowy 1:300 000. Wyd. pierwsze. Warszawa: Polskie Przedsiębiorstwo Wydawnictw Kartograficznych, 1992. ISBN 83-7000-080-0. Brak numerów stron w książce - Zarządzenie nr 6 Generalnego Dyrektora Dróg Publicznych z dnia 9 maja 2000 r. w sprawie nowych numerów dróg krajowych · (wykaz dróg w archiwum Rzeczpospolitej ) | Po otwarciu autostrady A1 na odcinku Kowal - Łódź Północ ślad drogi krajowej nr 1 poprowadzono wspólnie z drogą krajowa nr 14 do czasu otwarcia wschodniej obwodnicy Łodzi w ciągu autostrady A1 |
| 1     | E75   | droga krajowa, droga międzynarodowa   | Łódź - Rzgów                   | • krajowy: 14 II 1986 – 2016 • europejski: 1985 – 2016        | - Uchwała nr 192 Rady Ministrów z dnia 2 grudnia 1985 r. w sprawie zaliczenia dróg do kategorii dróg krajowych (M.P. z 1986 r. nr 3, poz. 16) - Samochodowa mapa Polski 1:750 000, wyd. czwarte, Warszawa: Państwowe Przedsiębiorstwo Wydawnictw Kartograficznych, 1987. Brak numerów stron w książce - Polska: Atlas samochodowy 1:300 000. Wyd. pierwsze. Warszawa: Polskie Przedsiębiorstwo Wydawnictw Kartograficznych, 1992. ISBN 83-7000-080-0. Brak numerów stron w książce - Zarządzenie nr 6 Generalnego Dyrektora Dróg Publicznych z dnia 9 maja 2000 r. w sprawie nowych numerów dróg krajowych · (wykaz dróg w archiwum Rzeczpospolitej ) | Po otwarciu autostrady A1 na odcinku Kowal - Łódź Północ ślad drogi krajowej nr 1 poprowadzono wspólnie z drogą krajowa nr 14 do czasu otwarcia wschodniej obwodnicy Łodzi w ciągu autostrady A1 |
| 91    | 91    | droga krajowa                         | Emilia - Zgierz - Łódź         | 2012 - 2024                                                   | - https://edziennik.gddkia.gov.pl/DU_GDDKIA/2012/46/akt.pdf | |
| 91    | 91    | droga krajowa                         | Łódź - Rzgów                   | 2016 - 2024                                                   | - https://edziennik.gddkia.gov.pl/DU_GDDKIA/2016/13/akt.pdf | |
| 488   | 488   | droga wojewódzka                      | Emilia - Zgierz - Łódź - Rzgów | od 2025                                                       | - https://edziennik.gddkia.gov.pl/legalact/2025/4/ | |

## Miejscowości leżące przy trasie DW488
- Emilia
- Zgierz
- Łódź
- Rzgów